# Scopula exstirpata
Scopula exstirpata är en fjärilsart som beskrevs av Fuchs 1901. Scopula exstirpata ingår i släktet Scopula och familjen mätare. Inga underarter finns listade.